# Sherlock Holmes contra Jack el Destripador
Sherlock Holmes contra Jack el Destripador es un videojuego de aventura para Microsoft Windows y Xbox 360, desarrollado por Frogwares. Es el quinto juego de la serie de juegos de aventura de Sherlock Holmes desarrollado por Frogwares. El juego tiene lugar en el distrito londinense de Whitechapel en 1888, el sitio histórico de los asesinatos de Jack el Destripador.
Siguiendo la versión remasterizada de Sherlock Holmes: La Aventura, Sherlock Holmes contra Jack el Destripador ofrece la habilidad de jugar en una perspectiva en tercera persona, además de la perspectiva en primera persona. La versión francesa del juego fue lanzada el 30 de abril de 2009. La versión en inglés fue lanzada el 24 de mayo. La versión en español fue lanzada el 25 de septiembre.

## Historia
Al momento en que la revolución industrial iba viento en popa, el Imperio Británico estaba en su apogeo. Como el poder mundial principal, el modelo de riqueza y modernidad del Reino Unido irradiaba en todo el mundo. Sin embargo, el Distrito de Whitechapel en el East End de Londres, apenas refleja esta brillante realidad. Whitechapel era el barrio más miserable de la capital. Dentro de sus límites vivía la peor chusma de Inglaterra, incluyendo alcohólicos, mendigos, prostitutas, así como una gran comunidad de inmigrantes judíos huyendo del creciente antisemitismo de Europa Oriental. En este horrible agujero de miseria, decenas de miles de personas viven hacinados dentro de un laberinto de estrechas, siniestras y apestosas calles, eclipsadas por la niebla. Para enfrentar a la pobreza, el gobierno creó Casas de Obras Públicas en un intento por controlar las masas. Es dentro de este lote siniestro, fielmente representado en todos sus detalles y similar a un campo de juego macabro que el jugador, como Sherlock Holmes, tendrá que investigar y perseguir a Jack el Destripador y resolver uno de los grandes misterios de la historia del crimen.

## Jugabilidad

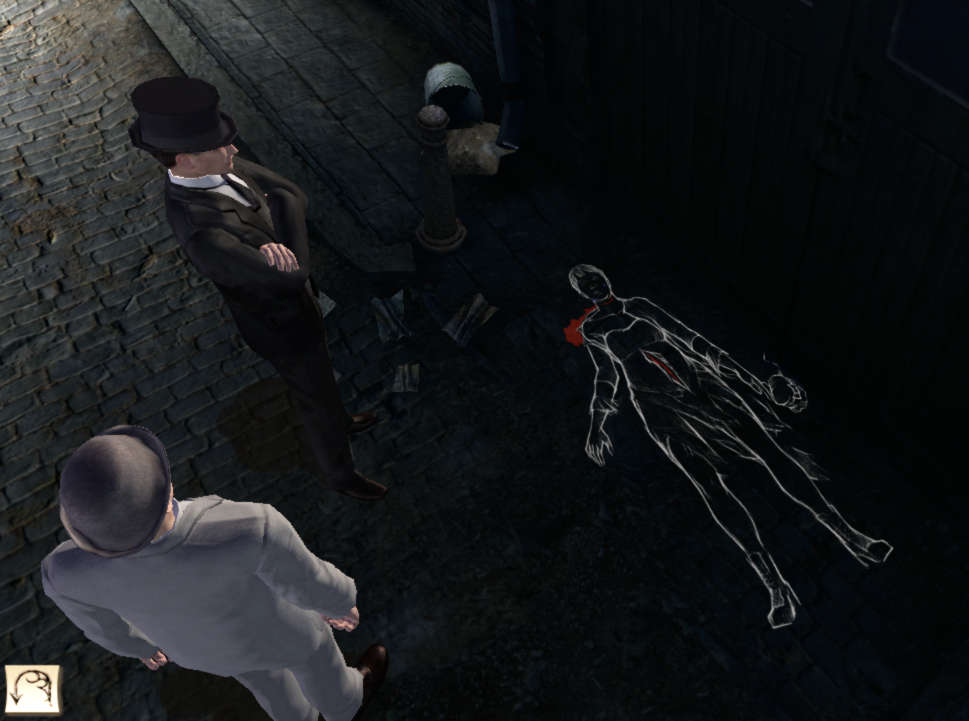
Silueta de la primera víctima, Mary Ann Nichols.

El jugador puede jugar desde una perspectiva en primera o tercera persona, como Holmes o Watson. Holmes y Watson llegan a inspeccionar cada escena del crimen después de que el asesinato tiene lugar, dando al jugador una mirada de cerca del trabajo de Jack. 
Cada escena del crimen permite al jugador reconstruir lo sucedido, tomando las piezas de evidencia y unirlas hasta formar una conclusión. Por ejemplo, al examinar el cuerpo de Anne Chapman, el jugador descubre pistas pertinentes, como sangre en una cerca, contusiones en el lado derecho de la mandíbula, y una lengua hinchada, que permite al jugador deducir que la víctima fue asesinada mientras estaba acostada después de ser estrangulada con una mano izquierda. Estas deducciones son elegidas a partir de listas desplegables.
El jugador también tiene que resolver misterios en el famoso piso de Holmes en 221B Baker Street, un proceso que consiste en resolver a través de diálogo y documentos para establecer los tiempos del asesinato, antes de desarrollar teorías detalladas acerca de por qué se están cometiendo los asesinatos. El jugador recrea notas rotas, ensambla objetos, y adquiere desafíos de deslizar bloques.

## Personajes

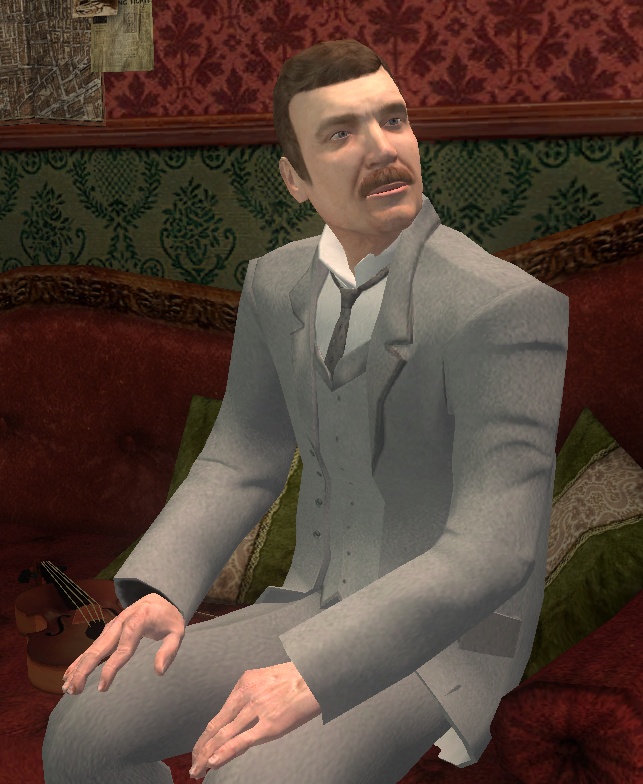
El Dr. Watson.

Sherlock Holmes: Famoso detective consultor que vive en 221b Baker Street, con su fiel amigo el Dr. John Watson. Los métodos de Holmes son únicos y debe poner todos sus poderes excepcionales de deducción en este caso.
Doctor John H. Watson: Un doctor y el mejor amigo de Holmes. Él hará todo lo posible para ayudar a su amigo a atrapar a Jack el Destripador.
Jack el Destripador: El asesino en serie que ataca en el siniestro distrito de Whitechapel. Él mata prostitutas sin piedad y se mofa de la policía, y es considerado tanto un loco como un genio.
Inspector Frederick Abberline: Un inspector de la policía, que rechaza la ayuda de Holmes. Cree que él mismo puede resolver el caso.
Los Irregulares de Baker Street: Una pandilla de niños pobres que ayudan a Holmes y Watson en su difícil caso.

## Recepción
El juego recibió críticas positivas a mixtas de los críticos, pero su mecánica y jugabilidad fueron criticadas en gran medida. Los revisores negativamente comentaron sobre la forma en que el jugador reúne pistas en el juego, ya que primero debe hacer los mandados de la policía. También dicen que no corre mucho por el motor PhysX y tiene varios problemas como el tardar mucho en cargar y que se trabe.